# Pilantropia
A palavra pilantropia é uma gíria utilizada no Brasil que se refere a uma falsa filantropia, ou seja, atos de caridade no intuito de se tirar algum tipo de proveito da situação. Este tipo de ação é geralmente praticado por golpistas que abusam da boa fé e da miséria alheias, "pilantras". 
Acontece também como expediente para destinar parte do valor devido como impostos por grandes empresas a organizações não governamentais que aceitam devolver parte do dinheiro que recebem.
A prática da pilantropia no Brasil é um dos temas principais do filme Quanto vale ou é por quilo?, de S. Bianchi (2005).